# Hamurabijev zakonik
Hamurabijev zakonik (tudi Hamurabijev kodeks ali Hamurabijeva stela z zakonikom) iz Mezopotamije (Babilonije) iz 18. stol. pr. n. št. je z 282 členi ena prvih zbirk zakonov. V klinopisu ga je dal zapisati kralj Hamurabi (1792-1750 pr. n. št.) in je najpomembnejši pravni spomenik v taki obliki. Ohranjen je na skoraj 2,6 metre visoki dioritni steli, ki so jo našli v jugozahodni Perziji, kamor so jo kot vojni plen odpeljali Elamci, sedaj pa se nahaja v pariškem Louvru. Vsebuje praktično vsa področja prava in daje najboljšo podobo pravne ureditve antične mezopotamske družbe. V primeru Hamurabijevega zakonika ne gre za originalno kodifikacijo, temveč za zbirko vsega znanega prava.